# Oliver Gavin
Oliver Gavin, född 29 september 1972 i Huntingdon, är en brittisk racerförare.

## Racingkarriär
Gavin startade karriären med karting och gick sedan vidare till formel 3. Han blev brittisk F3-mästare 1995. I slutet av nittiotalet körde han säkerhetsbilen i formel 1. Sedan början av 2000-talet är han fabriksförare för General Motors och kör GT-racing med Chevrolet Corvette. Han har haft stora framgångar i GT-klassen i Le Mans 24-timmars och American Le Mans Series.